# Magyar Rádióamatőr Szövetség
A Magyar Rádióamatőr Szövetség az 1989. évi II. tv. - Egyesülési jogról szóló törvény - alapján szerveződött.
Tagjai:
- rádióklubok
- rádióamatőr egyesületek

melyek tagjai kizárólag
- amatőr rádióforgalmi
- rádiós tájékozódási futó
- gyorstávírász sport

és azzal kapcsolatos műszaki, tudományos kísérleti tevékenységet folytatnak.

## Tevékenység
- Oktatást végez, tanfolyamokat szervez, melyeken a leendő rádióamatőrök elsajátíthatják a rádióamatőr tevékenységhez szükséges ismeretanyagot
- Rádióamatőr vizsgákat szervez.
- Rádióamatőr versenyeket szervez, melyeken rádióamatőr diplomát lehet szerezni.

### Oktatás, utánpótlás
A MRASZ a tevékenységei nagy részét az NMHH-val együttműködve végzi, hiszen rádiófrekvencia-igényüket az NMHH szolgálja ki, ráadásul a fiatal rádióamatőrök közül később sokan választják a villamosmérnöki pályát, így az NMHH-nak utánpótlás szempontjából is fontos ez a terület. Az együttműködő partnerek elsődlegesen ifjúsági utánpótlás-nevelés terén dolgoznak együtt, de összeállítanak közösen tananyagokat, különféle szakmai kiadványokat, végeznek felméréseket, kutatásokat, és szerveznek szakmai rendezvényeket is.
A rádióamatőrség a korszerű mobiltechnológia korában is sokakat vonz: átlagosan évente 70 - 120 fő tesz rádióamatőr vizsgát a Nemzeti Média- és Hírközlési Hatóságnál.

### Adminisztratív tevékenységek
Képviseli tagjait a hazai törvények előírásainak és saját Alapszabályának megfelelően belföldön, illetve a nemzetközi ajánlásoknak megfelelően külföldön a nemzetközi rádióamatőr szervezetben (IARU).
- összeköttetéseket igazoló QSL továbbítása
- műszaki-, jogi tanácsadás
- a sportminősítés megszerzése feltételeinek megteremtése
- nemzeti rádióamatőr válogatott keretek szakágankénti támogatása[3]

### Az MRASZ által lebonyolított rádióforgalmi versenyek
- HA-DX CONTEST
- Rövidhullámú Rádióforgalmi Országos Bajnokság
- Ultrarövidhullámú Rádióforgalmi Országos Bajnokság
- Nemzetközi URH Rádióforgalmi Verseny (HA-VHF, UHF, SHF)
- URH „Magyar Kupa" Rádióforgalmi Versenysorozat (MK- VHF, UHF, SHF)
- Junior verseny RH
- Junior verseny URH
- HA YL-OM VERSENY
- RF WD - Amatőr rádiózás világnapja RF-WD RH
- RF WD - Amatőr rádiózás világnapja RF-WD URH

## Rádióamatőr Készenléti Szolgálat (RKSZ)[4]
A rádióamatőrök az egész világon, - így Magyarországon is - a lakosság eloszlási arányának megfelelően élnek. Az egész országra kiterjedő természetes hálózatot alkotnak. Tehát valószínűsíthető, hogy egy esetleges katasztrófa által érintett, vagy azzal közvetlenül szomszédos területen él legalább egy rádióamatőr. A rádióamatőrökre jellemző a rádióelektronikai berendezések kezelésének magas fokú ismerete, a számítástechnikai eszközök használata mellett a folyamatos önképzés.
Magyarországon is megvan az igény arra, hogy a rádióamatőrök segítsék a katasztrófavédelmi hatóság munkáját, amelyet több, helyi katasztrófavédelmi vezető vett már igénybe. A MRASZ további erőfeszítéseket tesz arra vonatkozóan, hogy a rádióamatőröket egységesen készítse fel a szükséghelyzetben történő rádióforgalmazásra.
A Magyar Rádióamatőr Szövetség 2011-ben szervezte újjá a katasztrófák alkalmával híradást biztosító szolgálatát.

## Kitelepülő nap „ Field-Day”
Minden év júliusának harmadik szombatján a MRASZ KITELEPÜLŐ NAP-ot rendez. A rádióamatőrök kitelepülnek a családjukkal együtt és kötetlenül QSO-znak egymással szórakoztató formában.
- a kitelepülő állomások csak alternatív energiaforrást használjanak
- bármely engedélyezett frekvencián lehet QSO-kat létesíteni
- nincs verseny
- nem kell jegyzőkönyvet küldeni
- csak a kitelepülés napja van meghatározva, nincs időbeosztás
- összeköttetések létesítése hagyományos, nem verseny stílusban ajánlott

Célszerű törekedni a kitelepülés helyének pontos meghatározására, QRA vagy QTH lokátor használattal.